# Людвіг Гольштейн-Гольштейнборг
Людвіг Генрік Карл Герман Гольштейн-Гольштейнборг (18 липня 1815 — 28 квітня 1892) — данський політичний діяч, глава уряду країни з 1870 до 1874 року.

## Прем'єрство
Був лідером коаліції Національних землевласників та Національних лібералів.
Його роль на чолі уряду була вкрай пасивною. В основному він захищав свої власні інтереси.